# سوراخ‌کاری پیش‌پوست
سوراخ کاری پیش‌پوست نوعی سوراخ کاری است در پیش‌پوست انجام می‌شود و مانند سوراخ کاری چوچوله پوش این نوع سوراخ کاری نسبتاً ساده است و پس از انجام سوراخ کاری، قسمت زخم شده خیلی سریع التیام می یابد. تنها الزام برای انجام این نوع سوراخ کاری این است که مرد نباید ختنه شده باشد یا حداقل پس از ختنه شدن کمی از پوست روی سرنره (پیش‌پوست) آلت مردی باقی‌مانده باشد یا با روش‌های بازسازی پیش‌پوست بازگردانده شده باشد. این نوع سوراخ کاری در طول تاریخ برای چفت کردن دستگاه تناسلی استفاده شده‌است.

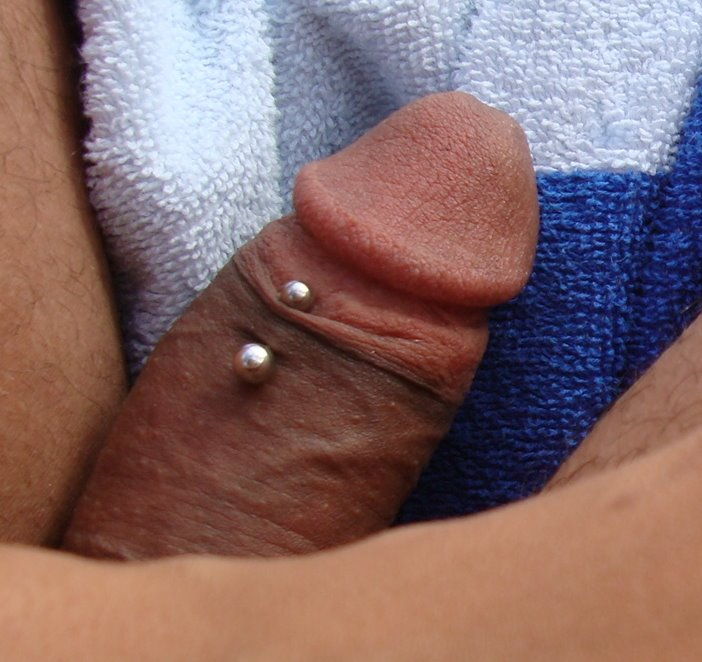
سوراخ‌کاری پیش‌پوست مردان

## نگارخانه

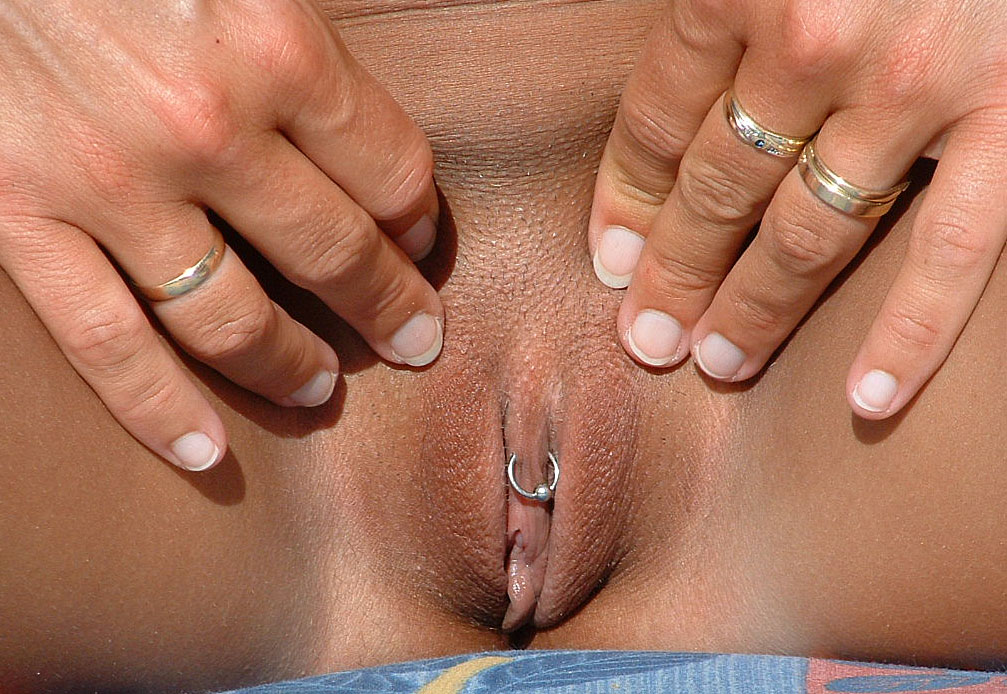

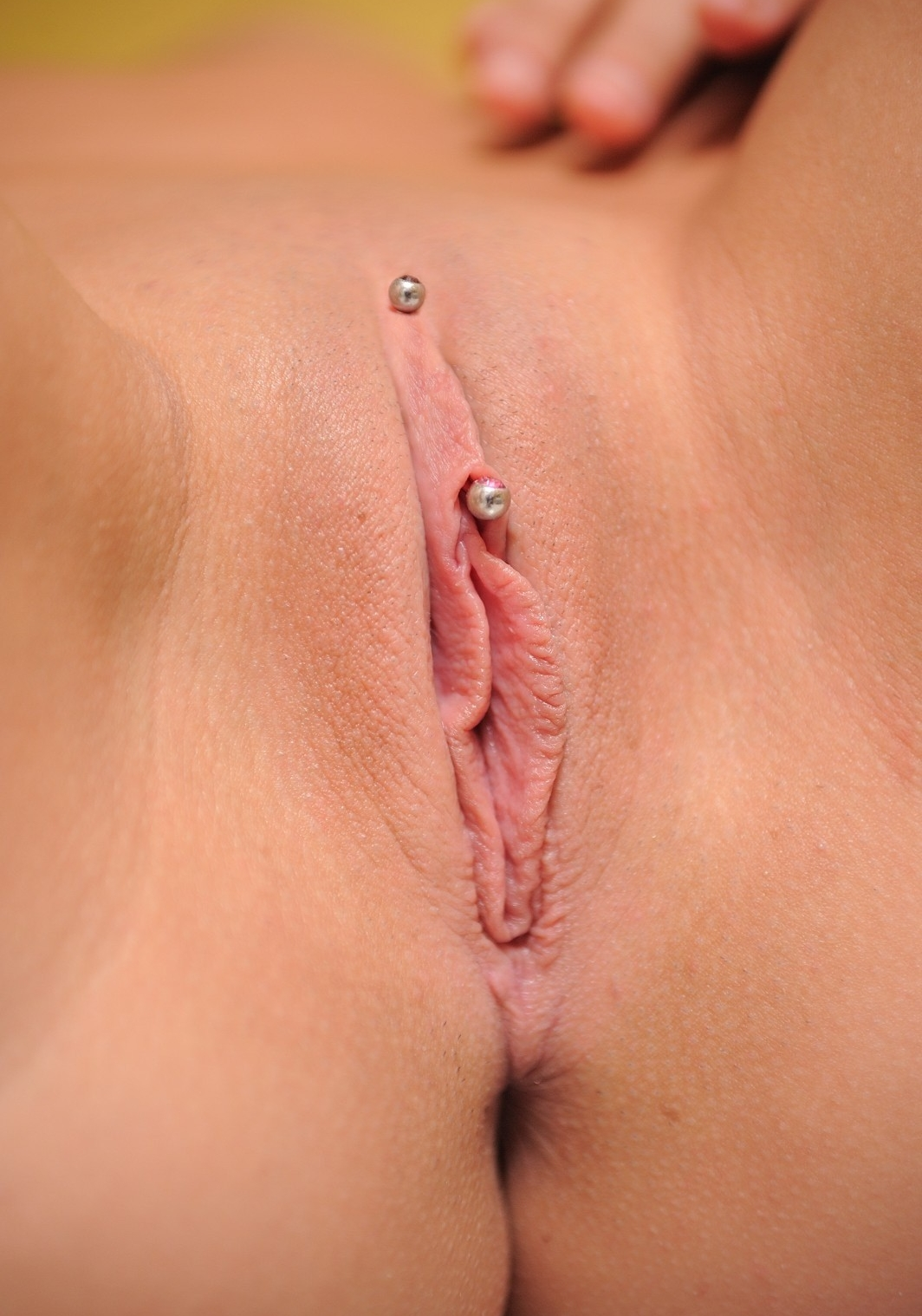